# (7741) Федосеев
(7741) Федосеев (лат. Fedoseev) — типичный астероид главного пояса, открыт 1 сентября 1983 года советским астрономом Людмилой Карачкиной в Крымской астрофизической обсерватории и 8 августа 1998 года назван в честь советского и российского дирижёра Владимира Федосеева.

## Обнаружение и именование
(7741) Федосеев
Открыт 1 сентября 1983 года в Крымской астрофизической обсерватории Л. Г. Карачкиной.
Назван в честь выдающегося российского дирижёра Владимира Ивановича Федосеева (р. 1932). Он является художественным руководителем симфонического оркестра имени П. И. Чайковского в Москве с 1974 года. Также является главным дирижёром Венского симфонического оркестра и приглашенным дирижёром в Токио и во многих других городах. Федосеев пропагандирует русскую классическую музыку Глинки, Мусоргского, Рахманинова, Свиридова (смотрите, соответственно, цитаты для малых планет (2205), (1059), (4345) и (4075)) и других. Название предложено Г. Свиридовым и поддержано первооткрывателем.
Оригинальный текст (англ.)7741 Fedoseev
Discovered 1983 Sept. 1 by L. G. Karachkina at the Crimean Astrophysical Observatory.
Named in honor of Vladimir Ivanovich Fedoseev (b. 1932), outstanding Russian conductor. He has been artistic director of Tchaikovsky's symphony orchestra in Moscow since 1974. He is also a principal conductor of the Vienna Symphony Orchestra and guest conductor in Tokyo and in many other cities. Fedoseev promotes the Russian classical music of Glinka, Mussorgsky, Rakhmaninov, Sviridov {see, respectively, planets (2205), (1059), (4345) and (4075)} and others. Name suggested by G. Sviridov and supported by the discoverer.
Источники: 19980808/MPCPages.arc; M.P.C. 32348.

## Орбита

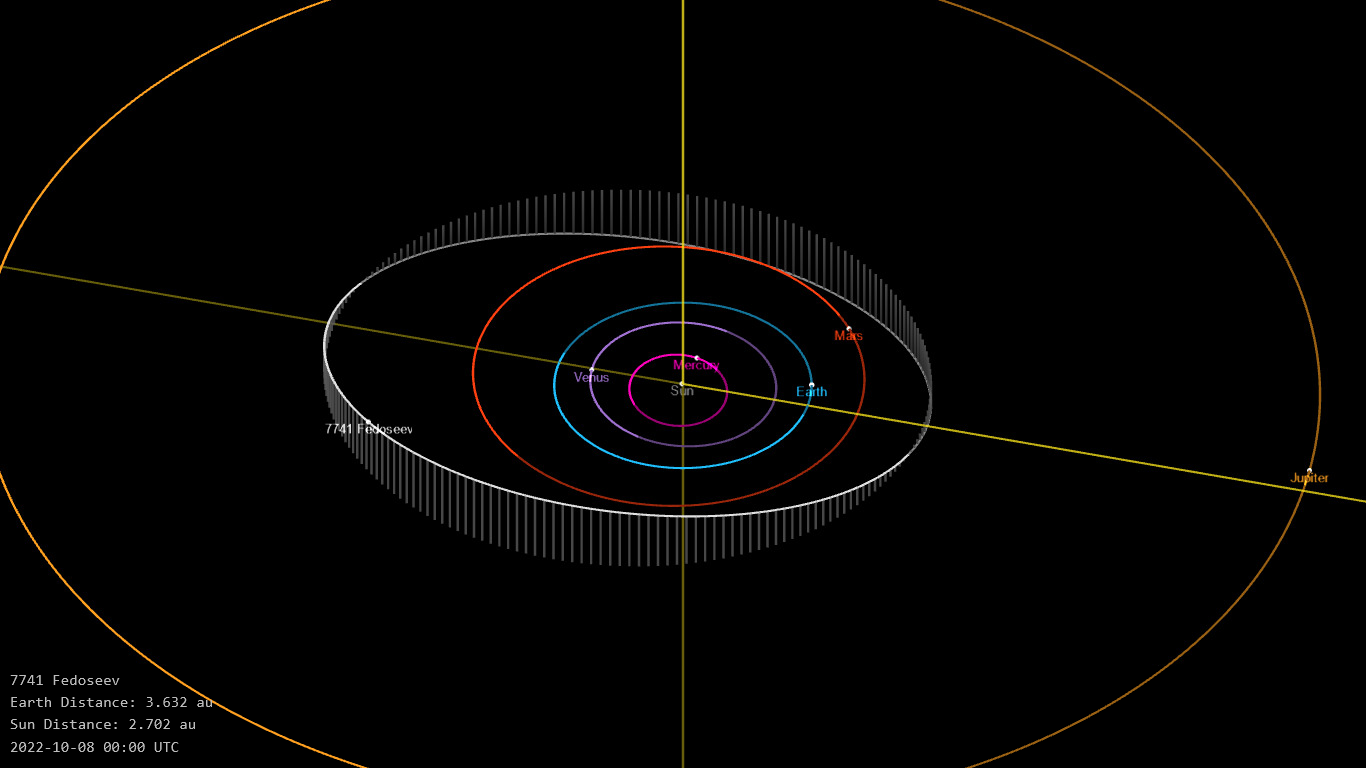
Орбита астероида Федосеев и его положение в Солнечной системе

## Физические характеристики
Астероид относится к таксономическому классу S.
По результатам наблюдений в видимом и ближнем инфракрасном диапазоне космического телескопа NEOWISE диаметр астероида оценивался равным 5,472±0,097 км. Согласно тем же источникам альбедо оценивается как 0,3405±0,0703 и 0,341±0,070.